# Peltoperlidae
Famille
Les Peltoperlidae Claassen, 1931 sont des plécoptères Arctoperlaria asiatiques dont on connaît 11 genres actuels et plus de 60 espèces.

## Classification
Microperlinae Uchida & Isobe 1989
- Microperla Chu, 1928

Peltoperlinae Claassen 1931
- Cryptoperla Needham, 1909
- Neopeltoperla Kohno, 1945
- Peltoperla Needham, 1905
- Peltoperlopsis Illies, 1966
- Peltopteryx Stark, 1989
- Sierraperla Jewett, 1954
- Soliperla Ricker, 1952
- Tallaperla Stark & Stewart, 1981
- Viehoperla Ricker, 1952
- Yoraperla Ricker, 1952